# 페르디난트 3세
페르디난트 3세(독일어: Ferdinand III, 1608년 ~ 1657년, 재위 1637년 ~ 1657년)는 신성 로마 제국의 황제이다. 1625년에는 헝가리와 크로아티아의 왕, 1627년에는 보헤미아의 왕이 되었다. 보헤미아의 국왕 페르디난트 3세(체코어: Ferdinand III.), 헝가리와 크로아티아의 국왕 페르디난드 3세(헝가리어: III. Ferdinánd, 슬로바키아어: Ferdinand III. 페르디난트 3세, 크로아티아어: Ferdinand III. 페르디난드 3세)에 해당한다.

## 초년 및 즉위
신성 로마 제국의 페르디난트 2세 황제의 3번째 아들로 태어났다. 앞서 태어난 형들은 모두 요절 했기에 후계자로 되었고, 이후 30년 전쟁이 한창이던 와중 부친 페르디난트 2세로 부터 1625년 12월 8일 헝가리와 크로아티아의 왕 그리고 1627년 11월 27일 보헤미아의 왕이 되었다. 이후 1636년 12월 22일에는 레겐스부르크에서 열린 제국의회를 통하여 로마왕(독일왕)으로 선출이 되었으며 1637년 2월 15일 부친이 사망하자 신성 로마 황제로 즉위한다.

## 30년 전쟁
30년 전쟁은 마틴 루터의 종교 개혁 이후에 개신교가 나타나고 이후 줄곧 탄압을 받아 왔지만 아우크스부르크 화의 이후 개신교의 신앙에 대한 허용이 이루어졌다. 하지만 여기서 문제는 개신교 중에서 루터파 교리만 인정 되었을 뿐 칼뱅파 개신교 같은 이외의 개신교 교리는 인정을 받지 못하여 여전히 종교적 분쟁의 여지가 남아있었다. 17세기 들어서 루돌프 2세와 마티아스가 자식 없이 사망하여 방계이자 카를 2세 대공의 아들인 슈타이어마르크 대공 페르디난트 2세가 후계자가 되었다.
독실한 가톨릭 교도인 페르디난트 2세는 반기를 든 보헤미아와 개신교 세력을 진압하기 시작했다. 이후에 틸리 백작과 발렌슈타인을 등용하여 전쟁에서 선전했으나, 틸리 백작은 브라이텐벨트 전투 이후 부상 악화로 사망하였고, 1634년 반역 혐의로 영국인 용병 월터 레슬리와 존 고든에게 발렌슈타인이 죽은 이후에 이들을 대신하여 페르디난트 3세는 신성 로마 제국군의 총지휘관이 되었다. 그리고 당시 개신교 연합군에게 점령 되었던 레겐스부르크를 탈환 하는데 성공하였으며, 뇌르틀링겐 전투에서도 동맹군 스페인의 지원으로 처남인 인판테 페르디난트와 협력하여 스웨덴 군을 격파하며 선전하였다. 또한 프라하 평화 조약을 통하여 작센 선제후국과 같은 개신교 제후들과 평화를 맺기도 하였다. 하지만 수십년 동안의 전쟁으로 인하여 국가 재정이 파산 지경에 이르고 제국내의 영지들이 황폐화됐다.
거기다 1635년 프랑스가 스페인에게 선전포고를 하며 30년 전쟁에 뛰어들었고, 이후 1643년에는 로크루아 전투에서 동맹군인 스페인을 격파하는 등 합스부르크 가문의 패배가 다가오자 1641년 더 이상 전쟁이 불가능하다 느낀 페르디난트 3세는 레겐스부르크에서 제국 의회를 열었고, 종전을 위하여 회의를 열어 개신교 제후들을 포함하여 대부분 이 회의의 결과에 동의하였다. 이후에도 함부르크 등 여러 곳에서 개신교 연합과 스웨덴, 프랑스와 종전 협상을 맺기 위하여 여러 차례 시도했다. 1644년부터 오스나브뤼크와 뮌스터에서 협상을 통해 1648년 베스트팔렌 조약을 맺고 전란을 종결시켰으나, 스웨덴에게는 지금의 북독일 지역 이었던 포메라니아를, 프랑스에게는 라인강 일대의 알자스 로렌 지방을 양도했다.
기존의 스위스와 스페인의 식민지이며 80년간 독립 전쟁을 해온 네덜란드가 공식적으로 독립을 인정 받게 된다. 또한 30년 전쟁을 통하여 제국에서는 개인 신앙의 자유가 주어졌으며, 제후들의 독립권과 독자적인 외교권을 인정하였다. 이로인해 합스부르크가는 중앙 집권화 시도에 실패했고, 이 조약을 통해 근대적 국제법의 등장과 외교관계와 질서가 성립하였다.30년 전쟁 이후에 독일 인구의 약 40~50%가량의 인구가 사망하였다.30년 전쟁 이후 신성 로마 제국은 쇠퇴의 길을 걸었다.

## 베스트팔렌 조약 이후
베스트팔렌 조약 이후에도 프랑스와 스페인의 전쟁은 프랑스가 1635년 선전포고를 했었고, 스페인과 프랑스의 전쟁은 1659년까지 이어지고 피레네 조약을 맺으며 마무리되었다. 한편 급부상한 스웨덴을 견제하기 위하여 폴란드-리투아니아와 동맹을 맺었고, 프랑스가 황제 선출 제도를 바꾸려는 움직임을 보이자 장남인 페르디난트를 1653년 로마왕과 헝가리, 크로아티아 그리고 보헤미아의 왕으로 선출하였으나 불과 1년여만에 천연두로 요절해 버렸다. 이후 차남인 레오폴트가 프랑스의 방해 속에 부친 사후 신성 로마 황제로 즉위한다.

## 죽음
페르디난트 3세는 1657년 사망 하였고, 카푸친 황실납골당에 안장되었다.

## 평가
페르디난트 3세는 무능하다고 평가 받기도 하지만 30년 전쟁을 종결 시키고, 합스부르크 가문의 세습 영지에 대한 주권을 재확립 하였다는 평가를 받기도 한다. 또한 음악과 예술에 많은 후원 하여 음악과 예술발전에 큰 기여를 하였다.

## 가족
페르디난트 3세는 결혼을 총 3번 하였는데 첫 번째 부인은 스페인 합스부르크 왕조의 펠리페 3세와 숙모 오스트리아의 마르가레테의 딸이자 사촌누나인 스페인의 마리아 아나와 결혼 하여 총 3명의 성년까지 성장한 자녀를 보았고 장남 로마왕 페르디난트 4세와 훗날 펠리페 4세의 아내이자 카를로스 2세의 어머니인 마리아나 그리고 본인의 뒤를 이어 황제가 되는 레오폴트 1세를 얻었다. 하지만 마리아는 아이를 낳다 요절하였고 이로 인해 숙부이자 이너외스터라이히 대공 레오폴트 5세의 딸인 마리아 레오폴디네와 혼인 하였으나 출산으로 인해 사망하였다. 그리고 세 번째 부인인 엘레오노라 곤차가와는 4명의 자식 중에 2명은 요절 하였고, 살아남은 두 딸은 각각 폴란드의 미하우 1세의 왕비와 팔츠 선제후 요한 빌헬름과 결혼한다.
- 첫 번째 아내 : 스페인의 마리아 안나
  - 페르디난트 4세(1633~1654) : (보헤미아와 헝가리의 국왕)
  - 마리아나(1634~1696) : 스페인 왕비(펠리페 4세와 결혼, 카를로스 2세의 모친)
  - 레오폴트 1세(1640~1705) : 신성 로마 제국의 황제
- 두 번째 아내 : 오스트리아의 마리아 레오폴디네
  - 카를 요제프 대공(1649~1664):튜튼 기사단장
- 세 번째 아내 : 엘레오노라 막달레나 곤자가
  - 엘레노르 마리아 요제파(1653~1697) : 폴란드 왕비, 이후 로렌 공작 샤를 5세와 재혼함 로렌 공작 프란츠 1세의 할머니
  - 마리아 안나 요제파(1654~1689) : 팔츠 선제후비